# Spera
Spera (Spèra nel dialetto locale) è una frazione di 583 abitanti del comune italiano di Castel Ivano nella provincia di Trento in Trentino-Alto Adige.
Faceva parte del comprensorio della Bassa Valsugana e Tesino (C3), confluito nel 2006 nella comunità di valle Valsugana e Tesino.
Ha costituito comune autonomo fino al 31 dicembre 2015, dopodiché si è fuso con i comuni di Strigno e Villa Agnedo per formare il nuovo comune di Castel Ivano.

## Storia

### Simboli
Lo stemma e il gonfalone erano stati adottati con deliberazione del consiglio comunale n. 21 del 13 agosto 1986  e approvati con D.G.P. del 6 febbraio 1987 n. 674.
Gonfalone

## Monumenti e luoghi d'interesse

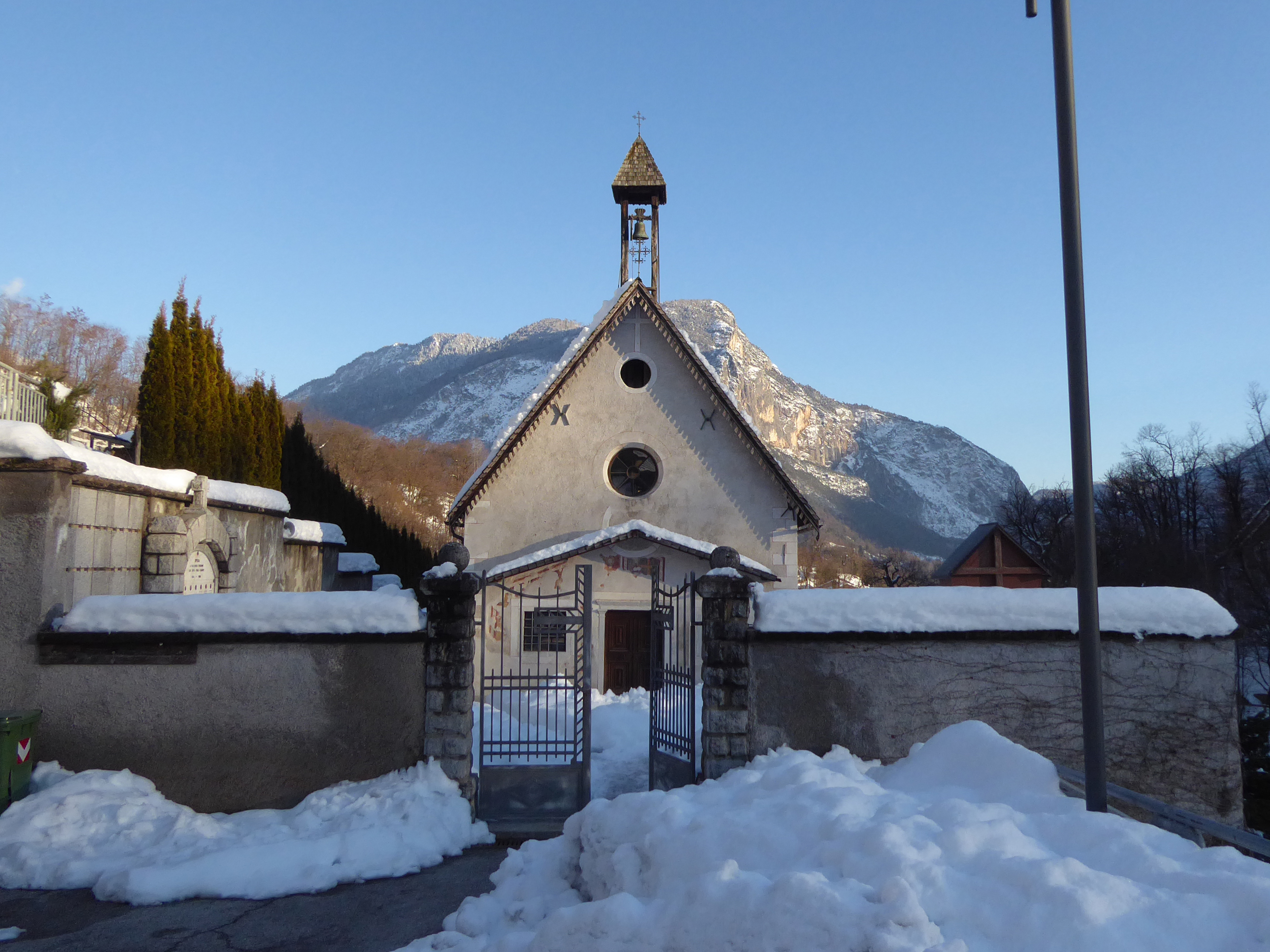
La chiesa di Sant'Apollonia

### Architetture religiose
- Chiesa di Santa Maria Assunta, parrocchiale.
- Chiesa di Sant'Apollonia, chiesa cimiteriale risalente al XIII secolo.

## Società

### Evoluzione demografica
Abitanti censiti